# Gorcy
Gorcy is een gemeente in het Franse departement Meurthe-et-Moselle (regio Grand Est). De plaats maakt deel uit van het arrondissement Briey. Gorcy telde op 1 januari 2022 2.968 inwoners.

## Geografie
De oppervlakte van Gorcy bedroeg op 1 januari 2022 4,1 vierkante kilometer; de bevolkingsdichtheid was toen 723,9 inwoners per km². De tegen Gorcy aangegroeide plaats Cussigny valt onder de gemeente.

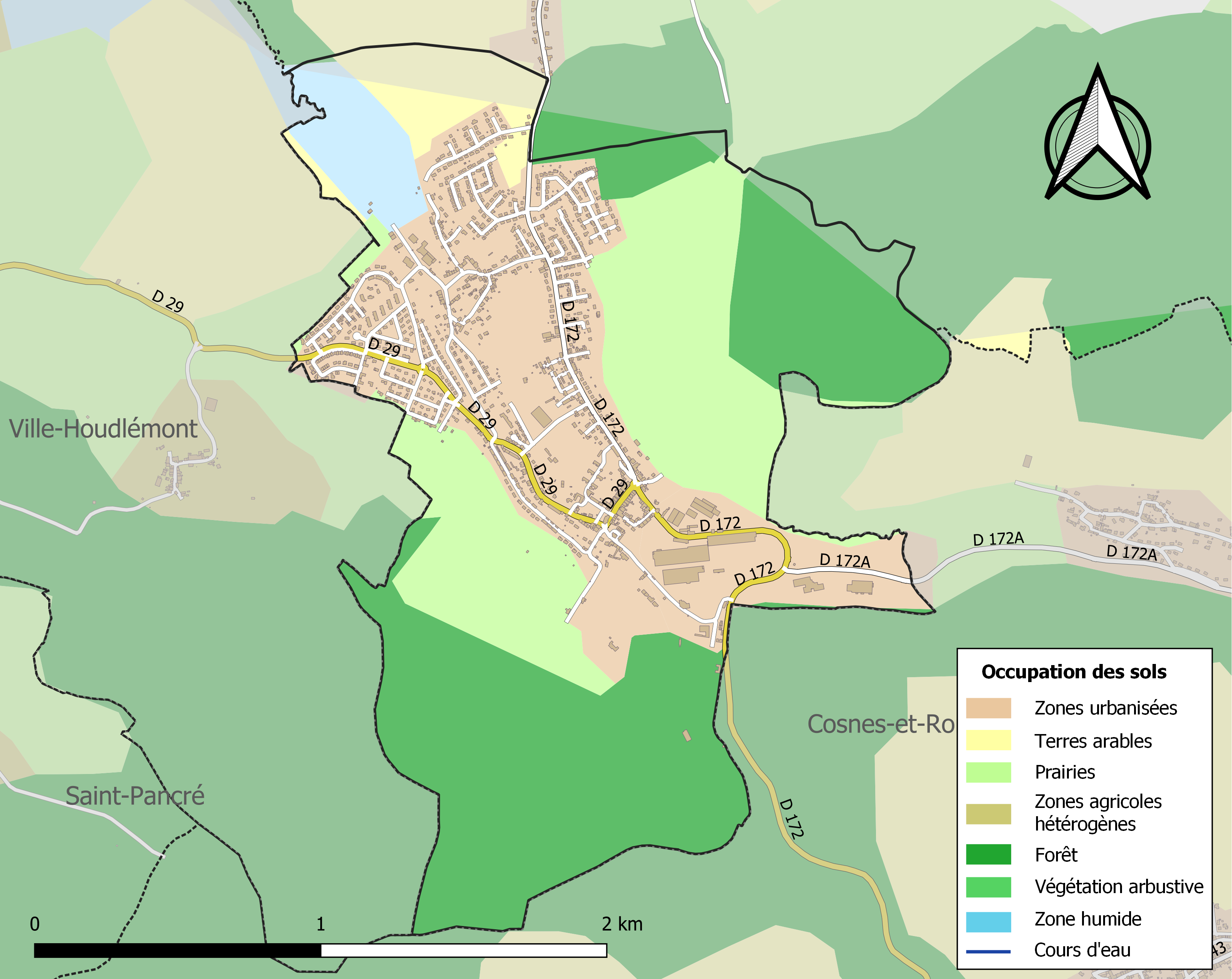
Kaart van de gemeente met de belangrijkste infrastructuur, bodemgebruik en omliggende gemeenten

## Demografie
De figuur toont het verloop van het inwonertal (bron: INSEE-tellingen).